# Lütjenholm
Lütjenholm (północnofryz. Läitjholem, duń. Lilholm) – gmina w Niemczech w kraju związkowym Szlezwik-Holsztyn, w powiecie Nordfriesland, wchodzi w skład urzędu Mittleres Nordfriesland.